# Halysidota baritioides
Halysidota baritioides là một loài bướm đêm thuộc phân họ Arctiinae, họ Erebidae.